# Cmentarz wojenny nr 98 – Glinik Mariampolski
Cmentarz wojenny nr 98 – Glinik Mariampolski – austriacki cmentarz wojenny z okresu I wojny światowej wybudowany przez Oddział Grobów Wojennych C. i K. Komendantury Wojskowej w Krakowie na terenie jego okręgu III Gorlice.
Znajduje się w Gliniku, obecnie wschodniej części miasta Gorlice w województwie małopolskim.
Pochowano na nim 254 żołnierzy rosyjskich w 33 grobach zbiorowych i 6 pojedynczych. Polegli w maju 1915 w bitwie pod Gorlicami.
Cmentarz projektował Hans Mayr.

## Galeria

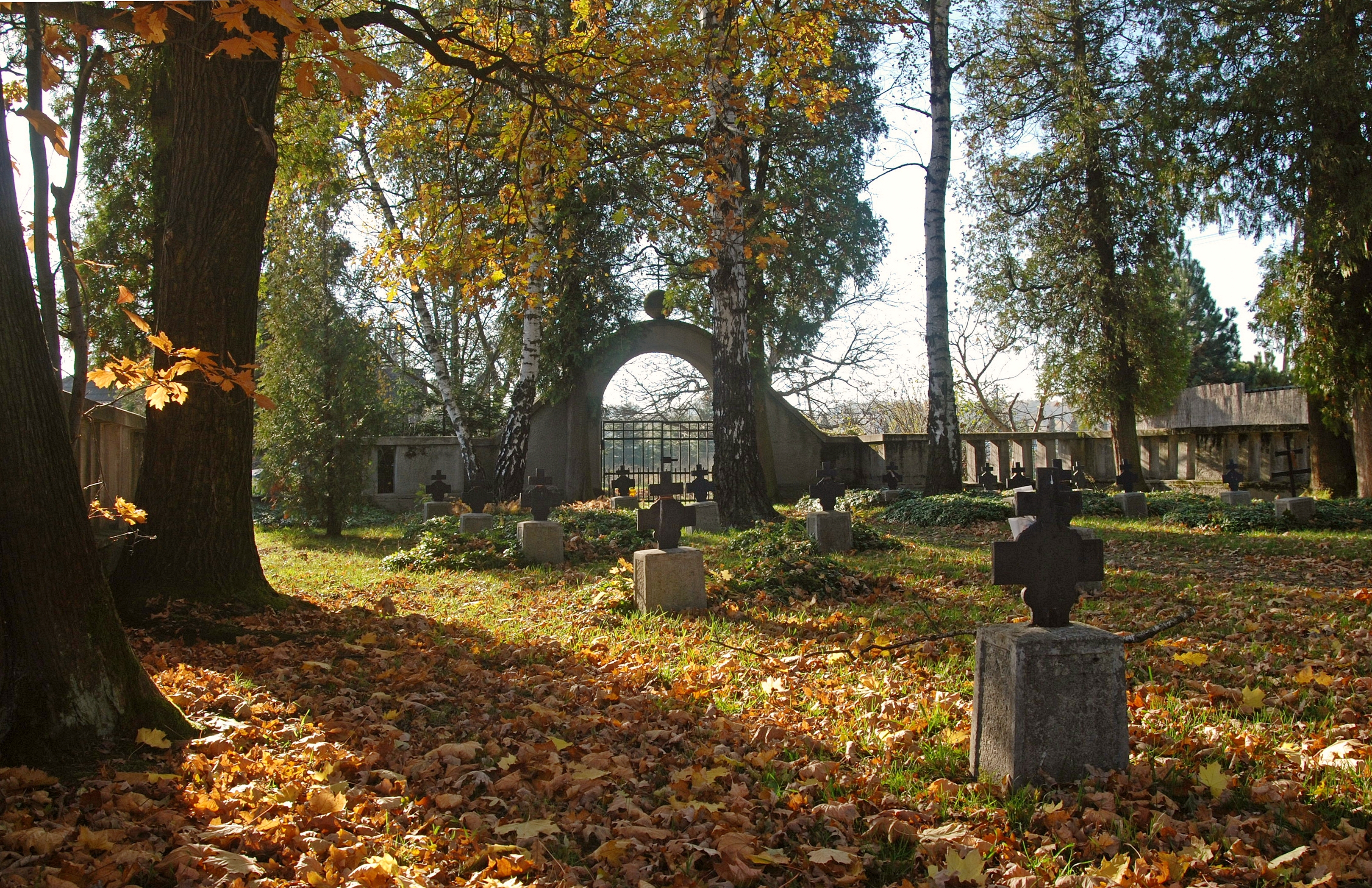
Fragment cmentarza
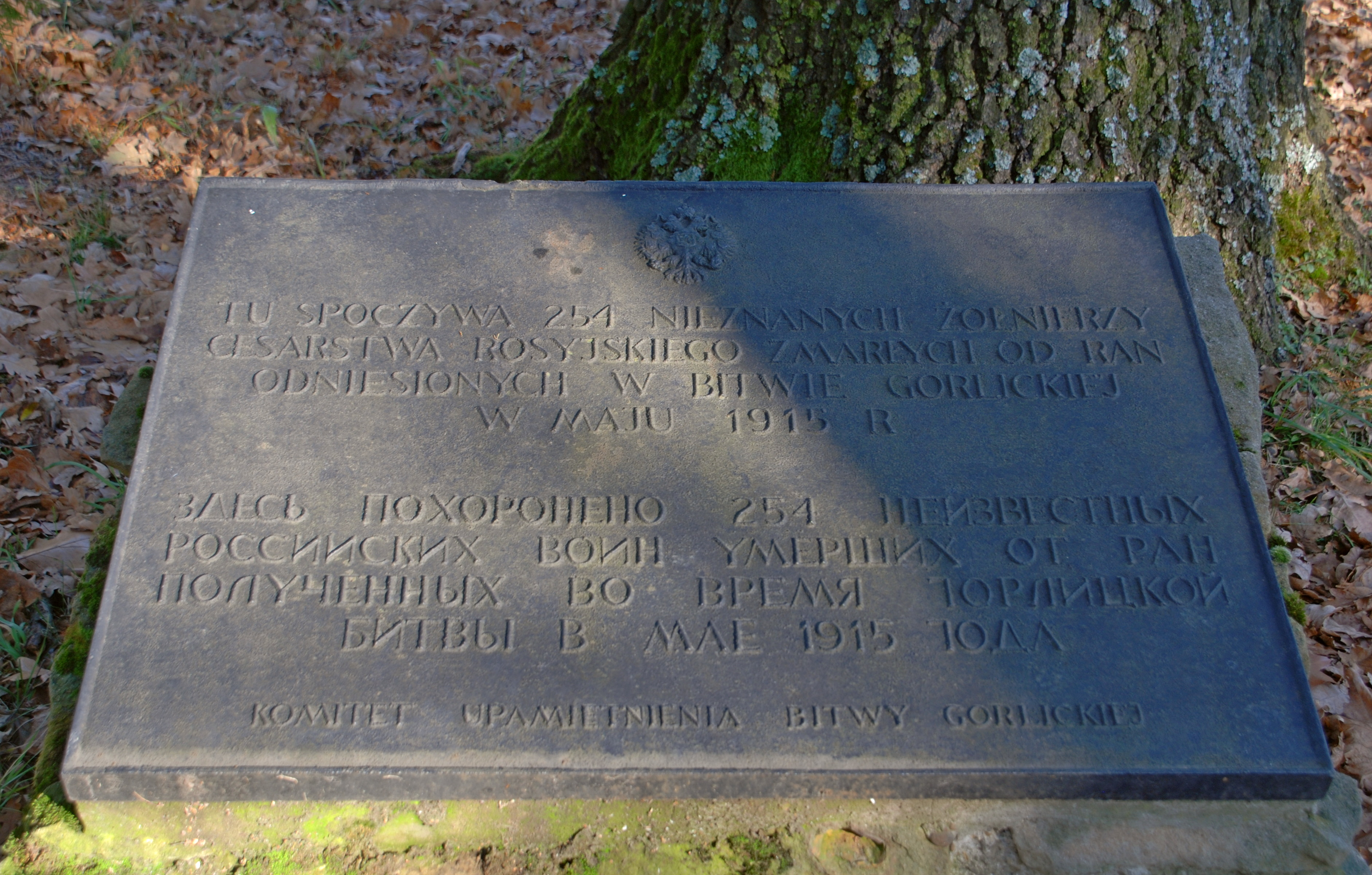
Tablica inskrypcyjna
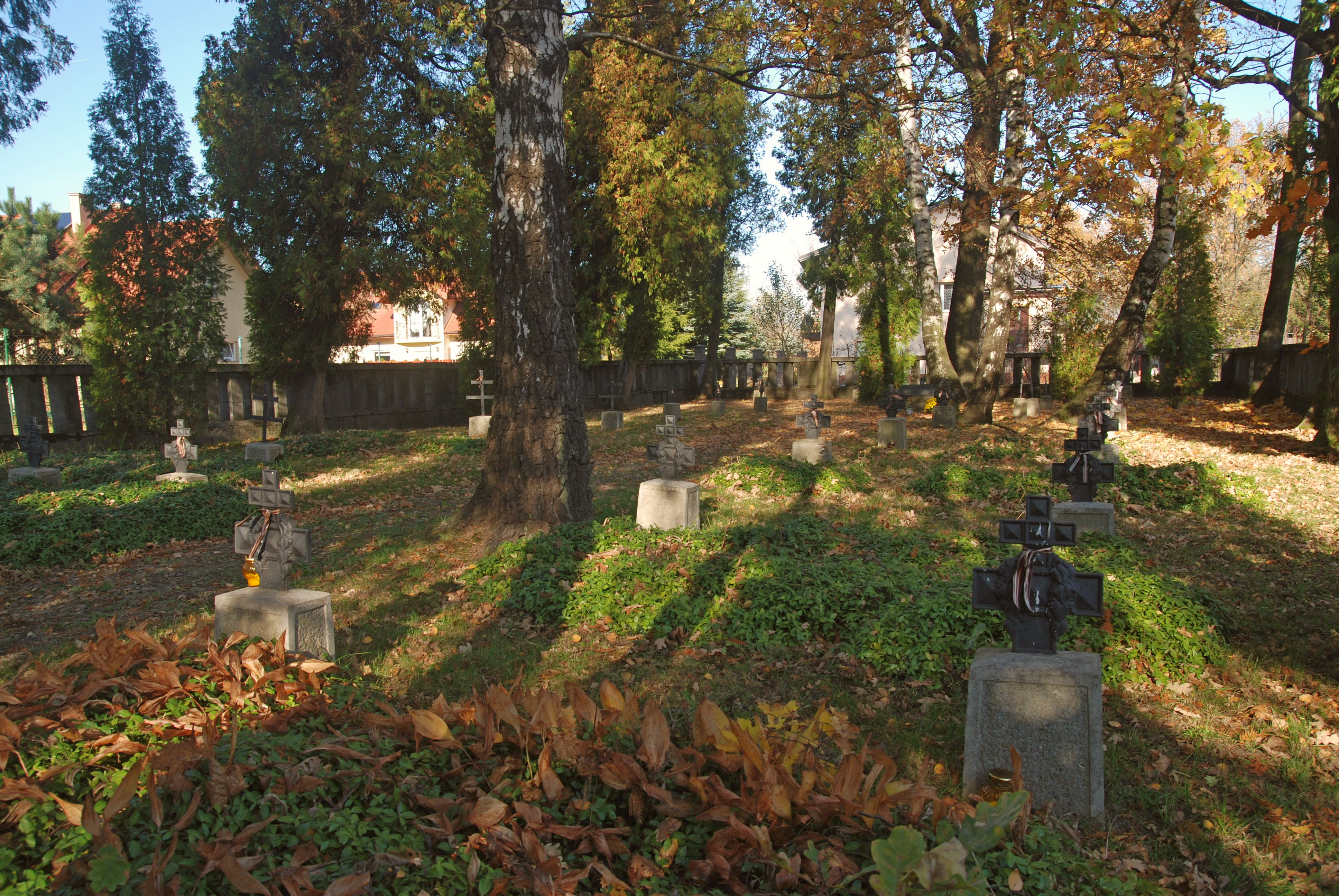
Fragment cmentarza
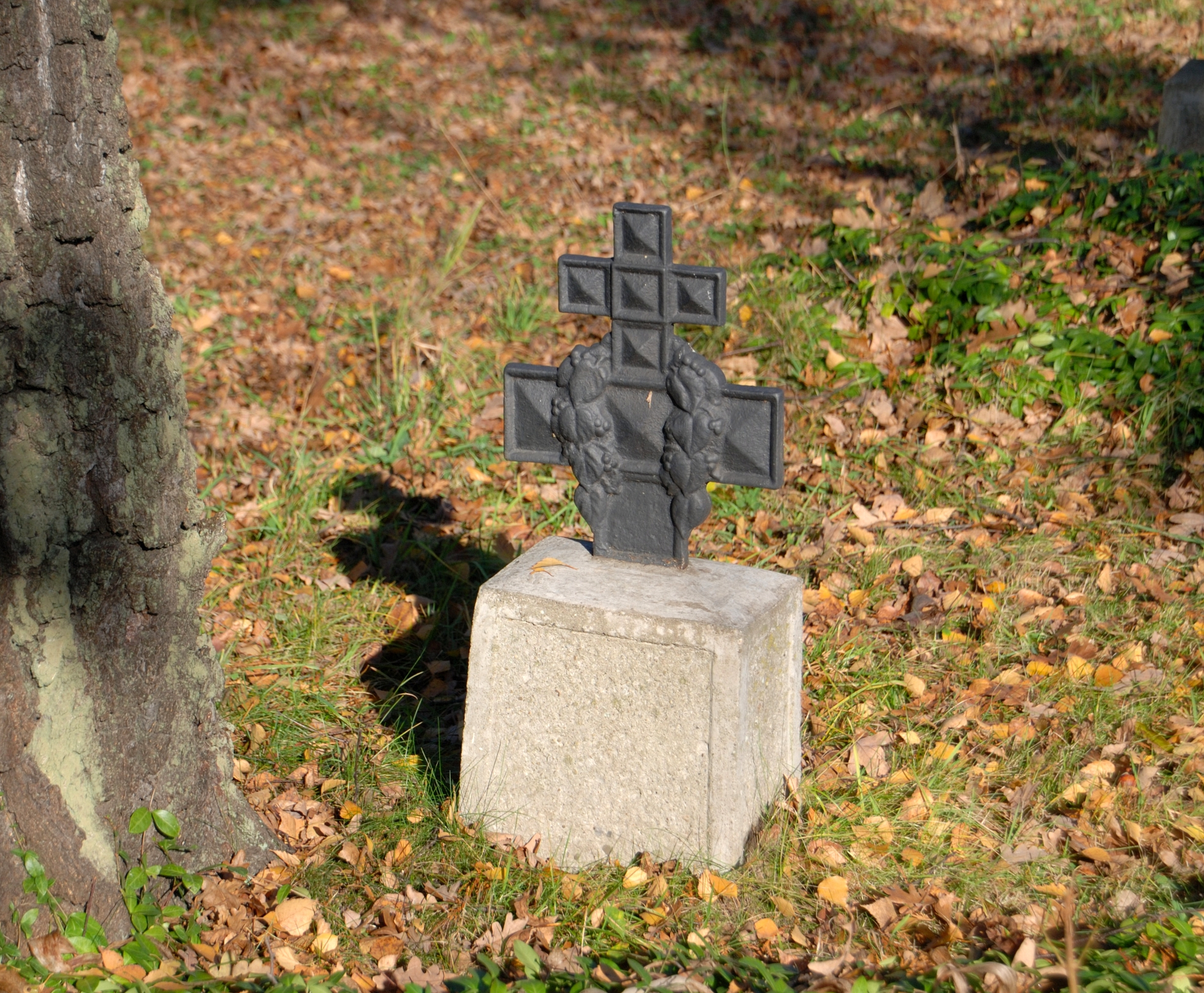
Nagrobek z krzyżem dwuramiennym
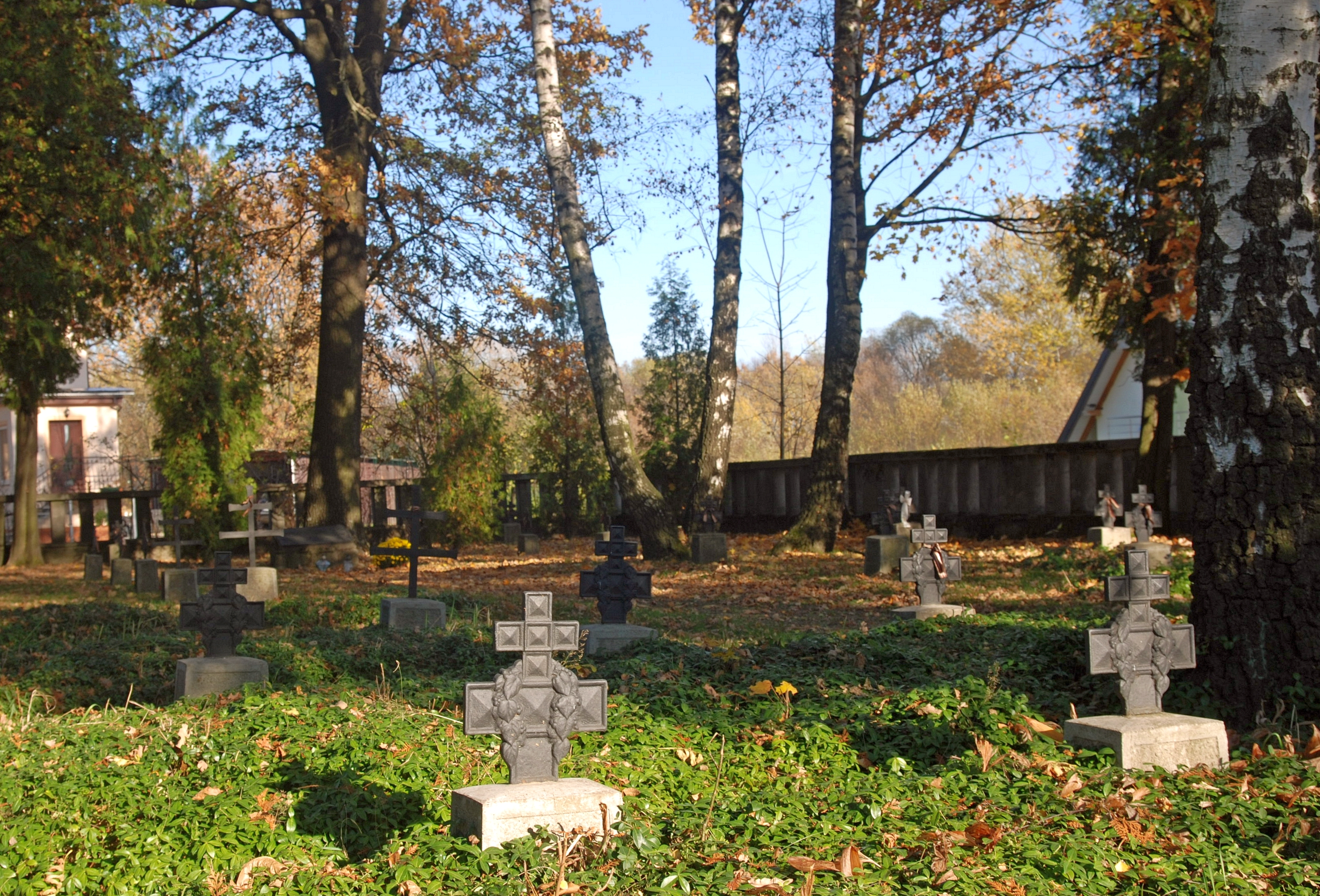
Fragment cmentarza
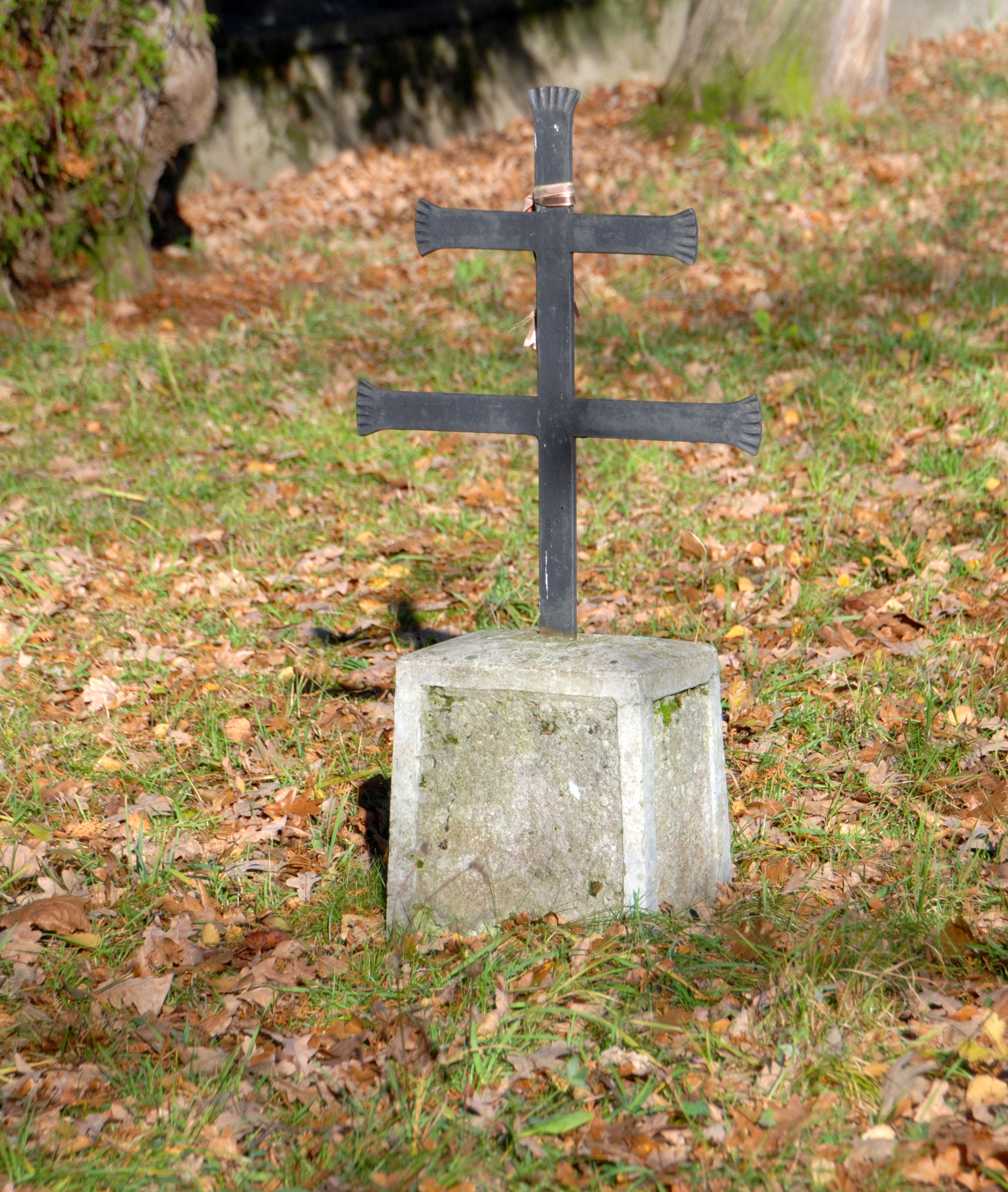
Nagrobek z krzyżem dwuramiennym